# Marie Loeper-Housselle

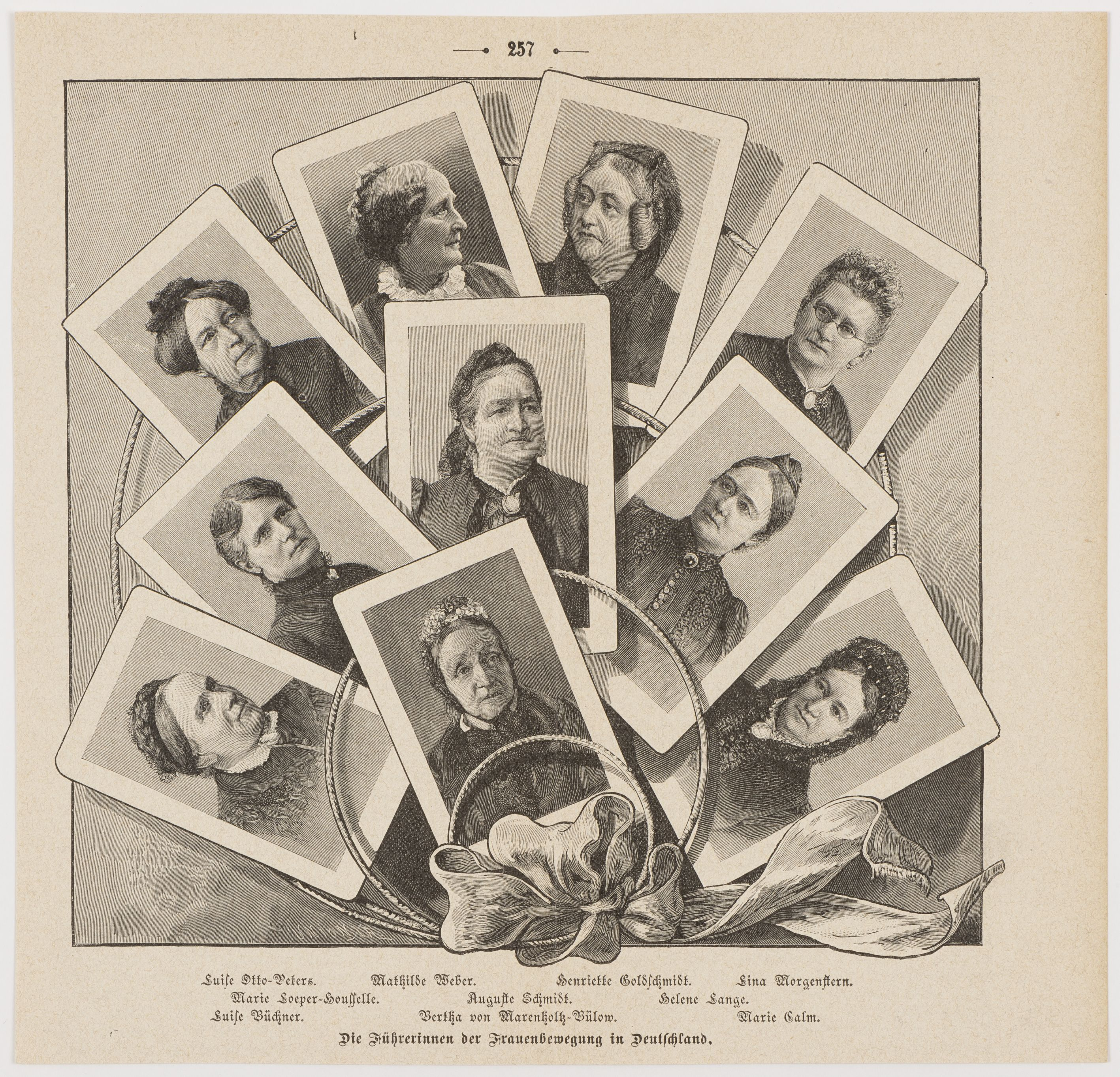
„Die Führerinnen der Frauenbewegung in Deutschland“ in Die Gartenlaube, 1894, Loeper-Housselle (2R, 2vl)

Marie Loeper-Housselle (* 11. Februar 1837 in Gross-Lesewitz/Lasowice Wielkie bei Marienburg/Westpreußen; † 25. Januar 1916 in Lichtenthal) war eine Lehrerin, die sich in der Mädchenbildung und in der Fortbildung von Lehrerinnen und Erzieherinnen engagierte. 1884 begründete sie die erste Fachzeitschrift für Lehrerinnen unter dem Titel Die Lehrerin in Schule und Haus. Zusammen mit Helene Lange und Auguste Schmidt gründete sie 1890 den Allgemeinen Deutschen Lehrerinnen-Verein (ADLV). Sie gehörte zur ersten Welle der Frauenbewegung.

## Leben und beruflicher Werdegang

Die Lehrerin in Schule und Haus, Ausgabe 1899/1900

Marie Housselle wurde am 11. Februar 1837 in Gross-Lesewitz bei Marienburg in Westpreußen als dritte Tochter des Pfarrers L. Housselle geboren. Nach dem Tod ihres Vaters absolvierte sie eine Ausbildung zur Lehrerin in Graudenz und legte 1857 das Examen ab. Danach arbeitete sie fünf Jahre als Lehrerin, unter anderem an der höheren Mädchenschule in Elbing.
1862 heiratete Housselle und zog ins Elsass. Dort knüpfte sie Kontakt zu dem elsässischen Schulinspektor Th. Hatt. Zusammen mit Hatt gründete sie den ersten Fröbel-Kindergarten im Elsass.
Loeper-Housselle schrieb Artikel für das Ungarische Schulblatt und die Rheinischen Blätter (herausgegeben von Wichard Lange), in denen sie sich dafür aussprach, Mängel in der allgemeinen und schulischen Bildung von Mädchen zu beheben. Außerdem trat sie für eine bessere Bildung und Stellung von Lehrerinnen ein.
Um den Forderungen der Lehrerinnen eine Plattform zu verleihen, gründete sie 1884 die Fachzeitschrift Die Lehrerin in Schule und Haus, die im Verlag Th. Hofmann in Gera verlegt wurde.
Neben ihrer Tätigkeit als Herausgeberin der Lehrerinnenzeitschrift verfasste Loeper-Housselle Erzählungen für verschiedene Tageszeitungen. Ihre historische Erzählung Der Mattenbauer wurde als Buch veröffentlicht.
Nach dem Tod ihres Mannes zog Loeper-Housselle nach Ispringen in Baden, wo sie an der städtischen Schule unterrichtete. Außerdem hielt sie regelmäßig Reden vor Frauenversammlungen.

„Frau Loeper-Housselle gehört durch ihre gewinnende, von poetischer Empfindung getragene Redegabe auch zu den beliebtesten Sprecherinnen der Frauenversammlungen. Sie entfaltet an der städtischen Schule zu Ispringen in Baden eine gesegnete Thätigkeit und ist die Vertraute von unzähligen Kolleginnen, die in ihr den trostvollen Mittelpunkt der großen Gemeinschaft sehen.“

Marie Loeper-Housselle starb am 25. Januar 1916.

## Engagement
Loeper-Housselle setzte sich für den Zugang der Mädchen zu höherer Bildung ein. Sie teilte die Meinung Helene Langes, dass Frauen besser für die Erziehung von Mädchen geeignet seien als Männer. Daraus leiteten sie und ihre Mitstreiterinnen die Forderung ab, die Lehrerinnenausbildung in Deutschland sei grundsätzlich zu verbessern.
Pfingsten 1890 gründete sie zusammen mit Helene Lange und Auguste Schmidt in Friedrichroda den aus 85 Mitgliedern bestehenden Allgemeinen Deutschen Lehrerinnen-Verein. Dieser hatte das Ziel, die Solidarität zwischen den oft allein stehenden Lehrerinnen zu fördern und ihren Forderungen mehr Druck zu verleihen. Außerdem vermittelte der Verein Stellen für Lehrerinnen in Deutschland, Frankreich und England. Im Jahr 1894 hatte der Verein nach Angaben der Zeitschrift Die Gartenlaube 6000 Mitglieder. Im Artikel Die Führerinnen der Frauenbewegung wurde Loeper-Housselle als zentrale Figur erwähnt.
Zusammen mit Helene Lange, Minna Cauer, Henriette Schrader-Breymann, Anna Luise Dorothea Jessen und Frau Eberty reichte Loeper-Housselle 1888 eine Petition beim Preußischen Abgeordnetenhaus und dem Preußischen Unterrichtsministerium ein. Darin forderten sie die Gründung staatlicher wissenschaftlicher Einrichtungen für die Ausbildung der Lehrerinnen. Die Petition selbst wurde abgelehnt, aber die Begleitschrift, Die Gelbe Broschüre, gilt als Ausgangspunkt der Preußischen Mädchenschulreform von 1908.